# Niels Busch-Jensen
Niels Christian Frederik Busch-Jensen f. Busch Jensen (21. september 1886 i Sundby, København – 7. februar 1987 i København) var en dansk politiker fra Socialdemokraterne og i to perioder justitsminister. Modstandsarbejde i Ringen (modstandsgruppe) og medlem af Frihedsrådets juridiske udvalg. Medlem af Folketinget 1945-1953.
Justitsminister i Regeringen Vilhelm Buhl II og i Regeringen Hans Hedtoft I.